# 7 футов под килем

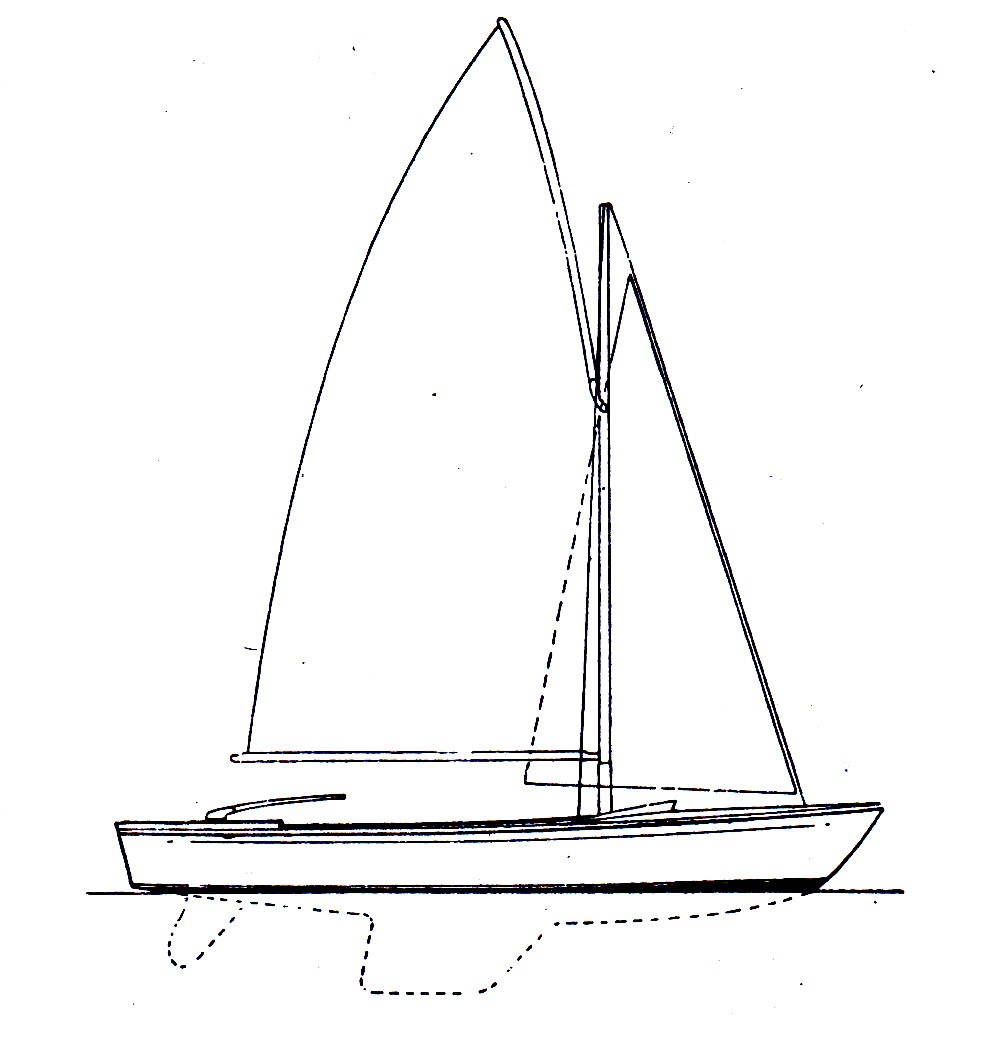
Изображение киля
(ниже уровня воды, по центру) парусной яхты

«7 фу́тов под ки́лем» (сокр. — «7 фу́тов») — фразеологическое выражение, адресованное морякам. Традиционное на флоте пожелание удачи, благополучного плавания.

## Происхождение, использование
Глубина 7 футов (свыше двух метров) для парусного флота считается безопасной, если судно килем касается дна, то с большой степенью вероятности оно садится на мель.
Часть идиомы — «7 футов» используется в названиях алкогольной продукции. Неполное использование названия специалисты называют культурной аллюзией, которая сподвигает вспоминать всё фразеологическое выражение. «7 футов» определённым образом вызывает поведенческий сценарий, связанный с флотскими традициями, с морем, плаваниями, приключениями.
Аналогом пожелания «7 футов под килем» считаются выражения «хорошей глубины под килем», «ни пуха, ни пера».
Выражение является Антагонистом распространённому в англоязычных странах выражению Six_Feet_Under_(значения), (на 6 футов ниже) в переносном смысле «похороненный», (возможно пересечение с неметрическими выражениями дореволюционной России), пересекается с таблицей счастливых чисел и намекает на то, что у уходящих в плавание, всегда оставался хотя бы один дополнительный Фут  глубины, оберегающий их от смерти.